# Минука (футболист)
Эрми́нио Франсиско де Оливейра Фильо (порт.-браз. Hermínio Francisco de Oliveira Filho; 18 июля 1944, Ресифи — 23 апреля 2010, Сан-Паулу), более известный как Минука (порт.-браз. Minuca) — бразильский футболист, защитник.

## Карьера
Минука начал свою карьеру в молодёжном составе клуба «Санта-Круз». С 1962 года он стал выступать за основной состав команды. Футболист провёл небольшое время в клубе, который по итогу принял решение не заключать с ним контракт. По другим данным Минука играл в стартовом составе «Санта-Круза». В 1964 году защитник перешёл в клуб «Америка» из Рио-де-Жанейро, куда его привёл бизнесмен Барбоза. Там игрок также не произвёл положительного впечатления и был уволен. Он уехал в Сан-Паулу к своему зятю Зекинье, который поспособствовал тому, чтобы Минука смог тренироваться на поле Палестра Италия, принадлежащему «Палмейрасу», клубу за который и играл Зекинья. Проведя всего две тренировки, защитник получил от клуба предложение подписать контракт. По другой версии, Минука сначала играл за «Америку», а только потом стал игроком «Санта-Круза». И когда «Палмейрас» проводил товарищеский матч с этой командой, Зекинья попросил тренера своего клуба Фило Нуньеса повнимательнее посмотреть за игрой Минуки. Тот серьёзно отнёсся к просьбе, выступление защитник ему очень понравилось, после чего он связался с игроком и предложил перейти в «Палмейрас».
30 мая 1965 года Минука дебютировал в составе «Палмейраса» в матче с «Атлетико Вила Алпина» (5:2). 25 августа 1966 года он забил первый и последний мяч за клуб, поразив ворота клуба «Комерсиал» из Рибейран-Прету (3:1) в рамках чемпионата штата Сан-Паулу. Этот турнир «Палмейрас» выиграл. Годом позже команда выиграла Кубок Роберто Гомеса Педрозы и завоевала Чашу Бразилии. В 1969 году Минука выиграл ещё один Кубок Роберто Гомеса Педрозы, а также турнир начала чемпионата Паулиста. С 1970 года защитник потерял место в стартовом составе команды: тренер Рубенс Минелли не видел Минуку в основе «Палмейраса». 10 октября 1971 года он провёл последний матч за клуб против «Спорт Ресифи» (2:0). Всего в составе команды он провёл 199 матчей и забил один гол, по другим данным 196 матчей, по третьим — 194 игры. Последним клубом в карьере Минуки стала «Марилия». В 1975 году он «повесил бутсы на гвоздь».
Завершив игровую карьеру, Минука стал работать тренером, в частности возглавляя «Вотупорангуенсе». Также он долгое трудился в футбольной школе «Палмейраса», среди прочих раскрыв талант вратаря Фернандо Веллозо. Последние годы Минука жил в районе Мандаки в Сан-Паулу. Он болел лейкемией. В феврале 2010 года бывший защитник был награждён городской администрацией за свои спортивные достижения. В том же году он скончался от сердечного приступа. Минука был похоронен на кладбище Шора Менину.

## Достижения
- Чемпион штата Сан-Паулу: 1966
- Обладатель Кубка Роберто Гомеса Педрозы: 1967, 1969
- Обладатель Чаши Бразилии: 1967
- Победитель турнира начала чемпионата Паулиста: 1969

## Личная жизнь
Минука был женат. У него было четверо детей, включая сына Сандро, а также восемь внуков, одна из которых внучка Табата и правнучка Приссила. Сестра Минуки, Илда, была женой другого известного футболиста, Зекиньи.